# Медресе Аллакули-хана
Медресе Аллакули-хана (узб. Olloqulixon madrasasi) — архитектурный памятник, здание медресе в историческом центре Хивы (Узбекистан), воздвигнутое в 1834—1835 годах на месте восточной крепостной стены Ичан-калы, на средства и по приказу узбекского правителя Аллакули-хана. Расположено между крытым базаром (Тим Аллакули-хана) и восточными воротами Палван-Дарваза, главный фасад выходит во двор медресе Ходжамбердыбия. Составляет среднеазиатскую традиционную архитектурную форму кош (кош-медресе) с медресе Кутлуг Мурад-Инака.
Как часть Ичан-Калы в 1990 году был включён в список объектов всемирного наследия ЮНЕСКО. В настоящее время является объектом туристического сервиса и показа, где расположен музей истории медицины имени Абу Али ибн Сино.

## Архитектура
Медресе Аллакули-хана несколько двухэтажных худжр. По обе стороны входа находились, как обычно, мечеть и аудитория (дарсхана). Над входом помещалась большая для того времени библиотека (китабхана), которая обслуживала учащихся всех медресе Хивы и была очень востребована студентами Хивы. Главный портал-пештак и четыре дворовых порталы, тимпаны арок и пояски на фасадах облицованы майоликой. На месте  переднего дворика было расположено небольшое медресе Ходжамбердыбия (1688 г.), при постройке медресе Аллакули-хана включённое в его ансамбль; разрезанное надвое входом, оно получило образное название Хурджум — «чересседельная сума». Образовалась оригинальная двухъярусная постройка, и, прогуливаясь вдоль фасада медресе Аллакули-хана, можно заглядывать сверху в тесные дворики медресе Хурджум.
Общая площадь здания 62,45х47,0 метров, площадь внутреннего двора 34,6х29,4 метров. Общее количество худжр 99 единиц.